# Christine (Teksas)
Christine je gradić u američkoj saveznoj državi Teksas. Prema popisu stanovništva iz 2010. u njemu je živjelo 390 stanovnika.